# Kazimierz Kuratowski
Kazimierz Kuratowski (n. 2 februarie 1896, Varșovia, Imperiul Rus – d. 18 iunie 1980, Varșovia, Polonia) a fost un matematician polonez ce a adus contribuții importante în topologie, teoria mulțimilor și teoria grafurilor.

## Concepte care-i poartă numele
- Teorema lui Kuratowski privind planaritatea grafelor
- Lema Kuratowski-Zorn, numită în mod obișnuit Lema lui Zorn, privind existența unui element maximal